# Lennert Ferenc
Lennert Ferenc (Veszprém, 1930. március 11. – Dunaújváros, 1975. szeptember 23.) labdarúgó, kapus, edző.

## Pályafutása
Az 1951-es idényben a Bp. Honvéd együttesében szerepelt és tagja volt az ezüstérmes csapatnak. Az élvonalban 1951. november 25-én mutatkozott be a Haladás ellen, ahol csapata 7–0-s győzelmet aratott. 1952 és 1954 között a Sztálin Vasmű csapatában védett. Összesen 17 élvonalbeli bajnoki mérkőzésen szerepelt.
1975. szeptember 23-án a hunyt el szívrohamban, amely a pályán érte.

## Sikerei, díjai
- Magyar bajnokság
  - 2.: 1951
- Magyar Népköztársasági Sportérdemérem bronz fokozat (1975)